# Giovacchino Giovacchini
Giovacchino Giovacchini   (Florència, 3 de juny de 1825 - 8 de gener de 1906) fou un violinista italià.
Fou deixeble de Giorgetti, fou íntim amic de Rossini i mestre de Consolo, Ragghianti, Bacchini i altres famosos virtuosos.